# 25 (Adele)
25 is het derde studioalbum van de Engelse zangeres en songwriter Adele. Het werd op 20 november 2015 uitgebracht. Een maand na het debuut waren er wereldwijd al meer dan 15 miljoen exemplaren verkocht. Het album werd internationaal geprezen en bekroond met twee Grammy Awards, een Brit Award en een Billboard Music Award.

## Hello
De eerste single van het album is getiteld als "Hello". Het heeft internationaal de hitlijsten behaald. Adele promootte dit nummer door een preview van dertig seconden lang te laten horen tijdens een pauze in de Britse The X-Factor.

## Nummers
| Nr.         | Titel                              | Schrijver(s)                                                 | Producent(en)     | Duur  |
| ----------- | ---------------------------------- | ------------------------------------------------------------ | ----------------- | ----- |
| 1           | "Hello"                            | Adele Adkins, Greg Kurstin                                   | Kurstin           | 4:55  |
| 2           | "Send My Love (To Your New Lover)" | Adkins, Max Martin, Shellback                                | Martin, Shellback | 3:43  |
| 3           | "I Miss You"                       | Adkins, Paul Epworth                                         | Epworth           | 5:48  |
| 4           | "When We Were Young"               | Adkins, Tobias Jesso Jr.                                     | Ariel Rechtshaid  | 4:51  |
| 5           | "Remedy"                           | Adkins, Ryan Tedder                                          | Tedder            | 4:05  |
| 6           | "Water Under the Bridge"           | Adkins, Kurstin                                              | Kurstin           | 4:00  |
| 7           | "River Lea"                        | Adkins, Brian Burton                                         | Danger Mouse      | 3:45  |
| 8           | "Love in the Dark"                 | Adkins, Samuel Dixon                                         | Dixon             | 4:46  |
| 9           | "Million Years Ago"                | Adkins, Kurstin                                              | Kurstin           | 3:47  |
| 10          | "All I Ask"                        | Adkins, Bruno Mars, Philip Lawrence, Christopher Brody Brown | The Smeezingtons  | 4:32  |
| 11          | "Sweetest Devotion"                | Adkins, Epworth                                              | Epworth           | 4:12  |
| Totale duur | Totale duur                        | Totale duur                                                  | Totale duur       | 48:25 |

## Hitnoteringen

### NederlandseAlbum Top 100
| Hitnotering (week 1 t/m 246): 28-11-2015 t/m 08-08-2020 Hitnotering (week 247 t/m 264): 22-08-2020 t/m 19-12-2020 Hitnotering (week 265 t/m 287): 09-01-2021 t/m 12-06-2021 Hitnotering (week 288 tot heden): 26-06-2021 tot heden | Hitnotering (week 1 t/m 246): 28-11-2015 t/m 08-08-2020 Hitnotering (week 247 t/m 264): 22-08-2020 t/m 19-12-2020 Hitnotering (week 265 t/m 287): 09-01-2021 t/m 12-06-2021 Hitnotering (week 288 tot heden): 26-06-2021 tot heden | Hitnotering (week 1 t/m 246): 28-11-2015 t/m 08-08-2020 Hitnotering (week 247 t/m 264): 22-08-2020 t/m 19-12-2020 Hitnotering (week 265 t/m 287): 09-01-2021 t/m 12-06-2021 Hitnotering (week 288 tot heden): 26-06-2021 tot heden | Hitnotering (week 1 t/m 246): 28-11-2015 t/m 08-08-2020 Hitnotering (week 247 t/m 264): 22-08-2020 t/m 19-12-2020 Hitnotering (week 265 t/m 287): 09-01-2021 t/m 12-06-2021 Hitnotering (week 288 tot heden): 26-06-2021 tot heden | Hitnotering (week 1 t/m 246): 28-11-2015 t/m 08-08-2020 Hitnotering (week 247 t/m 264): 22-08-2020 t/m 19-12-2020 Hitnotering (week 265 t/m 287): 09-01-2021 t/m 12-06-2021 Hitnotering (week 288 tot heden): 26-06-2021 tot heden | Hitnotering (week 1 t/m 246): 28-11-2015 t/m 08-08-2020 Hitnotering (week 247 t/m 264): 22-08-2020 t/m 19-12-2020 Hitnotering (week 265 t/m 287): 09-01-2021 t/m 12-06-2021 Hitnotering (week 288 tot heden): 26-06-2021 tot heden | Hitnotering (week 1 t/m 246): 28-11-2015 t/m 08-08-2020 Hitnotering (week 247 t/m 264): 22-08-2020 t/m 19-12-2020 Hitnotering (week 265 t/m 287): 09-01-2021 t/m 12-06-2021 Hitnotering (week 288 tot heden): 26-06-2021 tot heden | Hitnotering (week 1 t/m 246): 28-11-2015 t/m 08-08-2020 Hitnotering (week 247 t/m 264): 22-08-2020 t/m 19-12-2020 Hitnotering (week 265 t/m 287): 09-01-2021 t/m 12-06-2021 Hitnotering (week 288 tot heden): 26-06-2021 tot heden | Hitnotering (week 1 t/m 246): 28-11-2015 t/m 08-08-2020 Hitnotering (week 247 t/m 264): 22-08-2020 t/m 19-12-2020 Hitnotering (week 265 t/m 287): 09-01-2021 t/m 12-06-2021 Hitnotering (week 288 tot heden): 26-06-2021 tot heden | Hitnotering (week 1 t/m 246): 28-11-2015 t/m 08-08-2020 Hitnotering (week 247 t/m 264): 22-08-2020 t/m 19-12-2020 Hitnotering (week 265 t/m 287): 09-01-2021 t/m 12-06-2021 Hitnotering (week 288 tot heden): 26-06-2021 tot heden | Hitnotering (week 1 t/m 246): 28-11-2015 t/m 08-08-2020 Hitnotering (week 247 t/m 264): 22-08-2020 t/m 19-12-2020 Hitnotering (week 265 t/m 287): 09-01-2021 t/m 12-06-2021 Hitnotering (week 288 tot heden): 26-06-2021 tot heden | Hitnotering (week 1 t/m 246): 28-11-2015 t/m 08-08-2020 Hitnotering (week 247 t/m 264): 22-08-2020 t/m 19-12-2020 Hitnotering (week 265 t/m 287): 09-01-2021 t/m 12-06-2021 Hitnotering (week 288 tot heden): 26-06-2021 tot heden | Hitnotering (week 1 t/m 246): 28-11-2015 t/m 08-08-2020 Hitnotering (week 247 t/m 264): 22-08-2020 t/m 19-12-2020 Hitnotering (week 265 t/m 287): 09-01-2021 t/m 12-06-2021 Hitnotering (week 288 tot heden): 26-06-2021 tot heden | Hitnotering (week 1 t/m 246): 28-11-2015 t/m 08-08-2020 Hitnotering (week 247 t/m 264): 22-08-2020 t/m 19-12-2020 Hitnotering (week 265 t/m 287): 09-01-2021 t/m 12-06-2021 Hitnotering (week 288 tot heden): 26-06-2021 tot heden | Hitnotering (week 1 t/m 246): 28-11-2015 t/m 08-08-2020 Hitnotering (week 247 t/m 264): 22-08-2020 t/m 19-12-2020 Hitnotering (week 265 t/m 287): 09-01-2021 t/m 12-06-2021 Hitnotering (week 288 tot heden): 26-06-2021 tot heden | Hitnotering (week 1 t/m 246): 28-11-2015 t/m 08-08-2020 Hitnotering (week 247 t/m 264): 22-08-2020 t/m 19-12-2020 Hitnotering (week 265 t/m 287): 09-01-2021 t/m 12-06-2021 Hitnotering (week 288 tot heden): 26-06-2021 tot heden | Hitnotering (week 1 t/m 246): 28-11-2015 t/m 08-08-2020 Hitnotering (week 247 t/m 264): 22-08-2020 t/m 19-12-2020 Hitnotering (week 265 t/m 287): 09-01-2021 t/m 12-06-2021 Hitnotering (week 288 tot heden): 26-06-2021 tot heden | Hitnotering (week 1 t/m 246): 28-11-2015 t/m 08-08-2020 Hitnotering (week 247 t/m 264): 22-08-2020 t/m 19-12-2020 Hitnotering (week 265 t/m 287): 09-01-2021 t/m 12-06-2021 Hitnotering (week 288 tot heden): 26-06-2021 tot heden | Hitnotering (week 1 t/m 246): 28-11-2015 t/m 08-08-2020 Hitnotering (week 247 t/m 264): 22-08-2020 t/m 19-12-2020 Hitnotering (week 265 t/m 287): 09-01-2021 t/m 12-06-2021 Hitnotering (week 288 tot heden): 26-06-2021 tot heden | Hitnotering (week 1 t/m 246): 28-11-2015 t/m 08-08-2020 Hitnotering (week 247 t/m 264): 22-08-2020 t/m 19-12-2020 Hitnotering (week 265 t/m 287): 09-01-2021 t/m 12-06-2021 Hitnotering (week 288 tot heden): 26-06-2021 tot heden | Hitnotering (week 1 t/m 246): 28-11-2015 t/m 08-08-2020 Hitnotering (week 247 t/m 264): 22-08-2020 t/m 19-12-2020 Hitnotering (week 265 t/m 287): 09-01-2021 t/m 12-06-2021 Hitnotering (week 288 tot heden): 26-06-2021 tot heden |
| Week: | 1 | 2 | 3 | 4 | 5 | 6 | 7 | 8 | 9 | 10 | 11 | 12 | 13 | 14 | 15 | 16 | 17 | 18 | 19 | 20 |
| --- | --- | --- | --- | --- | --- | --- | --- | --- | --- | --- | --- | --- | --- | --- | --- | --- | --- | --- | --- | --- |
| Positie: | 1 | 1 | 1 | 1 | 1 | 1 | 1 | 2 | 2 | 2 | 2 | 1 | 2 | 3 | 3 | 4 | 7 | 7 | 6 | 6 |
| Week: | 21 | 22 | 23 | 24 | 25 | 26 | 27 | 28 | 29 | 30 | 31 | 32 | 33 | 34 | 35 | 36 | 37 | 38 | 39 | 40 |
| Positie: | 5 | 6 | 6 | 8 | 10 | 12 | 8 | 5 | 4 | 6 | 8 | 3 | 4 | 4 | 7 | 6 | 5 | 4 | 5 | 6 |
| Week: | 41 | 42 | 43 | 44 | 45 | 46 | 47 | 48 | 49 | 50 | 51 | 52 | 53 | 54 | 55 | 56 | 57 | 58 | 59 | 60 |
| Positie: | 12 | 9 | 15 | 13 | 14 | 16 | 18 | 14 | 20 | 18 | 18 | 18 | 11 | 15 | 11 | 6 | 4 | 5 | 3 | 6 |
| Week: | 61 | 62 | 63 | 64 | 65 | 66 | 67 | 68 | 69 | 70 | 71 | 72 | 73 | 74 | 75 | 76 | 77 | 78 | 79 | 80 |
| Positie: | 7 | 5 | 5 | 5 | 4 | 3 | 6 | 8 | 11 | 14 | 16 | 12 | 21 | 14 | 14 | 15 | 14 | 16 | 26 | 28 |
| Week: | 81 | 82 | 83 | 84 | 85 | 86 | 87 | 88 | 89 | 90 | 91 | 92 | 93 | 94 | 95 | 96 | 97 | 98 | 99 | 100 |
| Positie: | 29 | 29 | 31 | 26 | 21 | 26 | 23 | 22 | 22 | 15 | 14 | 19 | 27 | 26 | 30 | 37 | 36 | 36 | 38 | 31 |
| Week: | 101 | 102 | 103 | 104 | 105 | 106 | 107 | 108 | 109 | 110 | 111 | 112 | 113 | 114 | 115 | 116 | 117 | 118 | 119 | 120 |
| Positie: | 30 | 30 | 30 | 30 | 31 | 31 | 38 | 33 | 39 | 27 | 19 | 23 | 26 | 28 | 27 | 29 | 33 | 33 | 31 | 29 |
| Week: | 121 | 122 | 123 | 124 | 125 | 126 | 127 | 128 | 129 | 130 | 131 | 132 | 133 | 134 | 135 | 136 | 137 | 138 | 139 | 140 |
| Positie: | 31 | 30 | 28 | 25 | 34 | 35 | 36 | 36 | 37 | 33 | 33 | 39 | 44 | 44 | 33 | 30 | 36 | 34 | 37 | 29 |
| Week: | 141 | 142 | 143 | 144 | 145 | 146 | 147 | 148 | 149 | 150 | 151 | 152 | 153 | 154 | 155 | 156 | 157 | 158 | 159 | 160 |
| Positie: | 24 | 26 | 26 | 24 | 24 | 28 | 26 | 28 | 38 | 38 | 37 | 38 | 38 | 41 | 47 | 41 | 42 | 43 | 44 | 41 |
| Week: | 161 | 162 | 163 | 164 | 165 | 166 | 167 | 168 | 169 | 170 | 171 | 172 | 173 | 174 | 175 | 176 | 177 | 178 | 179 | 180 |
| Positie: | 46 | 36 | 25 | 23 | 25 | 32 | 31 | 28 | 26 | 29 | 33 | 36 | 38 | 30 | 35 | 32 | 38 | 41 | 36 | 44 |
| Week: | 181 | 182 | 183 | 184 | 185 | 186 | 187 | 188 | 189 | 190 | 191 | 192 | 193 | 194 | 195 | 196 | 197 | 198 | 199 | 200 |
| Positie: | 34 | 39 | 41 | 41 | 41 | 39 | 46 | 47 | 46 | 35 | 40 | 36 | 40 | 33 | 32 | 29 | 36 | 40 | 38 | 38 |
| Week: | 201 | 202 | 203 | 204 | 205 | 206 | 207 | 208 | 209 | 210 | 211 | 212 | 213 | 214 | 215 | 216 | 217 | 218 | 219 | 220 |
| Positie: | 38 | 41 | 47 | 39 | 41 | 47 | 43 | 44 | 43 | 51 | 42 | 46 | 47 | 47 | 52 | 47 | 51 | 52 | 60 | 60 |
| Week: | 221 | 222 | 223 | 224 | 225 | 226 | 227 | 228 | 229 | 230 | 231 | 232 | 233 | 234 | 235 | 236 | 237 | 238 | 239 | 240 |
| Positie: | 63 | 72 | 75 | 75 | 86 | 82 | 71 | 80 | 93 | 86 | 84 | 75 | 65 | 61 | 72 | 79 | 93 | 51 | 67 | 79 |
| Week: | 241 | 242 | 243 | 244 | 245 | 246 | | 247 | 248 | 249 | 250 | 251 | 252 | 253 | 254 | 255 | 256 | 257 | 258 | 259 |
| Positie: | 83 | 67 | 69 | 77 | 83 | 93 | uit | 80 | 75 | 79 | 79 | 82 | 87 | 58 | 73 | 78 | 64 | 64 | 68 | 81 |
| Week: | 260 | 261 | 262 | 263 | 264 | | 265 | 266 | 267 | 268 | 269 | 270 | 271 | 272 | 273 | 274 | 275 | 276 | 277 | 278 |
| Positie: | 72 | 80 | 78 | 91 | 91 | uit | 63 | 65 | 70 | 59 | 55 | 57 | 56 | 35 | 55 | 32 | 54 | 50 | 61 | 52 |
| Week: | 279 | 280 | 281 | 282 | 283 | 284 | 285 | 286 | 287 | | 288 | 289 | 290 | 291 | 292 | 293 | 294 | 295 | 296 | 297 |
| Positie: | 51 | 58 | 56 | 53 | 43 | 52 | 67 | 77 | 88 | uit | 82 | 79 | 73 | 79 | 92 | 79 | 67 | 70 | 68 | 64 |
| Week: | 298 | 299 | 300 | 301 | 302 | 303 | 304 | | | | | | | | | | | | | |
| Positie: | 51 | 53 | 44 | 39 | 35 | 30 | 13 | | | | | | | | | | | | | |

### VlaamseUltratop 200 Albums
| Hitnotering: 28-11-2015 tot heden | Hitnotering: 28-11-2015 tot heden | Hitnotering: 28-11-2015 tot heden | Hitnotering: 28-11-2015 tot heden | Hitnotering: 28-11-2015 tot heden | Hitnotering: 28-11-2015 tot heden | Hitnotering: 28-11-2015 tot heden | Hitnotering: 28-11-2015 tot heden | Hitnotering: 28-11-2015 tot heden | Hitnotering: 28-11-2015 tot heden | Hitnotering: 28-11-2015 tot heden | Hitnotering: 28-11-2015 tot heden | Hitnotering: 28-11-2015 tot heden | Hitnotering: 28-11-2015 tot heden | Hitnotering: 28-11-2015 tot heden | Hitnotering: 28-11-2015 tot heden | Hitnotering: 28-11-2015 tot heden | Hitnotering: 28-11-2015 tot heden | Hitnotering: 28-11-2015 tot heden | Hitnotering: 28-11-2015 tot heden | Hitnotering: 28-11-2015 tot heden |
| Week:                             | 1                                 | 2                                 | 3                                 | 4                                 | 5                                 | 6                                 | 7                                 | 8                                 | 9                                 | 10                                | 11                                | 12                                | 13                                | 14                                | 15                                | 16                                | 17                                | 18                                | 19                                | 20                                |
| --------------------------------- | --------------------------------- | --------------------------------- | --------------------------------- | --------------------------------- | --------------------------------- | --------------------------------- | --------------------------------- | --------------------------------- | --------------------------------- | --------------------------------- | --------------------------------- | --------------------------------- | --------------------------------- | --------------------------------- | --------------------------------- | --------------------------------- | --------------------------------- | --------------------------------- | --------------------------------- | --------------------------------- |
| Positie:                          | 1                                 | 1                                 | 1                                 | 1                                 | 2                                 | 2                                 | 2                                 | 3                                 | 3                                 | 4                                 | 3                                 | 3                                 | 3                                 | 3                                 | 3                                 | 5                                 | 5                                 | 8                                 | 6                                 | 5                                 |
| Week:                             | 21                                | 22                                | 23                                | 24                                | 25                                | 26                                | 27                                | 28                                | 29                                | 30                                | 31                                | 32                                | 33                                | 34                                | 35                                | 36                                | 37                                | 38                                | 39                                | 40                                |
| Positie:                          | 6                                 | 10                                | 7                                 | 10                                | 11                                | 11                                | 11                                | 7                                 | 4                                 | 2                                 | 3                                 | 3                                 | 2                                 | 2                                 | 2                                 | 2                                 | 4                                 | 4                                 | 5                                 | 8                                 |
| Week:                             | 41                                | 42                                | 43                                | 44                                | 45                                | 46                                | 47                                | 48                                | 49                                | 50                                | 51                                | 52                                | 53                                | 54                                | 55                                | 56                                | 57                                | 58                                | 59                                | 60                                |
| Positie:                          | 10                                | 9                                 | 13                                | 14                                | 15                                | 21                                | 22                                | 27                                | 26                                | 23                                | 26                                | 31                                | 28                                | 19                                | 17                                | 12                                | 8                                 | 8                                 | 8                                 | 5                                 |
| Week:                             | 61                                | 62                                | 63                                | 64                                | 65                                | 66                                | 67                                | 68                                | 69                                | 70                                | 71                                | 72                                | 73                                | 74                                | 75                                | 76                                | 77                                | 78                                | 79                                | 80                                |
| Positie:                          | 7                                 | 8                                 | 12                                | 19                                | 16                                | 8                                 | 11                                | 7                                 | 9                                 | 12                                | 19                                | 18                                | 17                                | 19                                | 17                                | 18                                | 12                                | 12                                | 20                                | 29                                |
| Week:                             | 81                                | 82                                | 83                                | 84                                | 85                                | 86                                | 87                                | 88                                | 89                                | 90                                | 91                                | 92                                | 93                                | 94                                | 95                                | 96                                | 97                                | 98                                | 99                                | 100                               |
| Positie:                          | 43                                | 37                                | 41                                | 40                                | 29                                | 22                                | 22                                | 16                                | 19                                | 24                                | 22                                | 25                                | 29                                | 31                                | 39                                | 37                                | 46                                | 51                                | 42                                | 52                                |
| Week:                             | 101                               | 102                               | 103                               | 104                               | 105                               | 106                               | 107                               | 108                               | 109                               | 110                               | 111                               | 112                               | 113                               | 114                               | 115                               | 116                               | 117                               | 118                               | 119                               | 120                               |
| Positie:                          | 64                                | 57                                | 57                                | 59                                | 86                                | 51                                | 69                                | 64                                | 55                                | 49                                | 44                                | 35                                | 36                                | 41                                | 42                                | 40                                | 51                                | 52                                | 50                                | 52                                |
| Week:                             | 121                               | 122                               | 123                               | 124                               | 125                               | 126                               | 127                               | 128                               | 129                               | 130                               | 131                               | 132                               | 133                               | 134                               | 135                               | 136                               | 137                               | 138                               | 139                               | 140                               |
| Positie:                          | 57                                | 58                                | 82                                | 58                                | 64                                | 52                                | 70                                | 62                                | 70                                | 59                                | 64                                | 89                                | 53                                | 62                                | 47                                | 60                                | 58                                | 60                                | 69                                | 72                                |
| Week:                             | 141                               | 142                               | 143                               | 144                               | 145                               | 146                               | 147                               | 148                               | 149                               | 150                               | 151                               | 152                               | 153                               | 154                               | 155                               | 156                               | 157                               | 158                               | 159                               | 160                               |
| Positie:                          | 43                                | 45                                | 36                                | 54                                | 54                                | 66                                | 55                                | 89                                | 62                                | 64                                | 71                                | 56                                | 101                               | 95                                | 102                               | 83                                | 80                                | 61                                | 70                                | 75                                |
| Week:                             | 161                               | 162                               | 163                               | 164                               | 165                               | 166                               | 167                               | 168                               | 169                               | 170                               | 171                               | 172                               | 173                               | 174                               | 175                               | 176                               | 177                               | 178                               | 179                               | 180                               |
| Positie:                          | 97                                | 79                                | 101                               | 42                                | 30                                | 40                                | 54                                | 33                                | 57                                | 50                                | 54                                | 52                                | 64                                | 55                                | 47                                | 52                                | 52                                | 90                                | 64                                | 64                                |
| Week:                             | 181                               | 182                               | 183                               | 184                               | 185                               | 186                               | 187                               | 188                               | 189                               | 190                               | 191                               | 192                               | 193                               | 194                               | 195                               | 196                               | 197                               | 198                               | 199                               | 200                               |
| Positie:                          | 64                                | 49                                | 66                                | 73                                | 65                                | 109                               | 78                                | 96                                | 94                                | 124                               | 87                                | 64                                | 61                                | 104                               | 57                                | 51                                | 60                                | 93                                | 54                                | 91                                |
| Week:                             | 201                               | 202                               | 203                               | 204                               | 205                               | 206                               | 207                               | 208                               | 209                               | 210                               | 211                               | 212                               | 213                               | 214                               | 215                               | 216                               | 217                               | 218                               | 219                               | 220                               |
| Positie:                          | 60                                | 54                                | 58                                | 51                                | 59                                | 77                                | 83                                | 83                                | 83                                | 93                                | 101                               | 79                                | 131                               | 78                                | 73                                | 56                                | 46                                | 70                                | 65                                | 75                                |
| Week:                             | 221                               | 222                               | 223                               | 224                               | 225                               | 226                               | 227                               | 228                               | 229                               | 230                               | 231                               | 232                               | 233                               | 234                               | 235                               | 236                               | 237                               | 238                               | 239                               | 240                               |
| Positie:                          | 79                                | 62                                | 81                                | 83                                | 101                               | 90                                | 73                                | 87                                | 98                                | 79                                | 79                                | 84                                | 57                                | 48                                | 61                                | 77                                | 91                                | 97                                | 51                                | 95                                |
| Week:                             | 241                               | 242                               | 243                               | 244                               | 245                               | 246                               | 247                               | 248                               | 249                               | 250                               | 251                               | 252                               | 253                               | 254                               | 255                               | 256                               | 257                               | 258                               | 259                               | 260                               |
| Positie:                          | 79                                | 102                               | 78                                | 80                                | 104                               | 113                               | 74                                | 87                                | 86                                | 92                                | 98                                | 94                                | 90                                | 104                               | 88                                | 78                                | 84                                | 65                                | 72                                | 72                                |
| Week:                             | 261                               | 262                               | 263                               | 264                               | 265                               | 266                               | 267                               | 268                               | 269                               | 270                               | 271                               | 272                               | 273                               | 274                               | 275                               | 276                               | 277                               | 278                               | 279                               | 280                               |
| Positie:                          | 85                                | 105                               | 92                                | 128                               | 96                                | 89                                | 65                                | 70                                | 56                                | 85                                | 67                                | 59                                | 53                                | 57                                | 67                                | 54                                | 48                                | 49                                | 55                                | 43                                |
| Week:                             | 281                               | 282                               | 283                               | 284                               | 285                               | 286                               | 287                               | 288                               | 289                               | 290                               | 291                               | 292                               | 293                               | 294                               | 295                               | 296                               | 297                               | 298                               | 299                               | 300                               |
| Positie:                          | 84                                | 70                                | 73                                | 53                                | 60                                | 74                                | 68                                | 68                                | 77                                | 86                                | 94                                | 81                                | 141                               | 97                                | 83                                | 82                                | 120                               | 72                                | 59                                | 131                               |
| Week:                             | 301                               | 302                               | 303                               | 304                               | 305                               | 306                               | 307                               | 308                               |                                   |                                   |                                   |                                   |                                   |                                   |                                   |                                   |                                   |                                   |                                   |                                   |
| Positie:                          | 85                                | 80                                | 74                                | 45                                | 38                                | 42                                | 34                                | 18                                |                                   |                                   |                                   |                                   |                                   |                                   |                                   |                                   |                                   |                                   |                                   |                                   |